# Харківський коледж текстилю та дизайну
Харківський коледж текстилю та дизайну — державний вищий навчальний заклад І-II рівня акредитації, підпорядкований Міністерству освіти і науки України та розташований у Харкові на вул. Данілевського, 3.
Має дві бібліотеки (з фондом понад 135 тис. примірників) та три читальних зали (зокрема, одна в гуртожитку).

## Історія
1935 року був створений швейно-текстильний технікум Народного комісаріату легкої промисловості УРСР. Кількість учнів тоді сягала 348 осіб, на початок 1937 року в технікумі навчалось уже близько 500 студентів. Після звільнення Харкова 1943 року розпочали свою діяльність Харківські текстильний і швейно-трикотажний технікуми.
28 вересня 1945 року швейно-трикотажний технікум було перейменовано в механіко-технологічний. У 1946 році Харківський текстильний технікум і Харківський механіко-технологічний технікуми були підпорядковані управлінню навчальних закладів Міністерства легкої промисловості СРСР.
У технікумах готують техніків-механіків, технологів, техніків-економістів для текстильної, швейної, трикотажної та інших галузей легкої промисловості. В 1946 році в текстильному технікумі вперше навчаються іноземні студенти з КНР. Протягом 1950—1960 рр. у текстильному технікумі були відкриті будівельні спеціальності, а взагалі підготовка спеціалістів проводилася за 19 напрямами.
20 червня 1997 року Харківський державний текстильний технікум і Харківський державний механіко-технологічний технікум об'єднані в Харківський текстильний технікум, що було підпорядковано Міністерству освіти і науки України.
4 квітня 2008 року Харківський текстильний технікум було перейменовано в державний вищий навчальний заклад «Харківський коледж текстилю та дизайну».

## Директори
- Хайкін Самуїл Фиюрович, 1935—1939
- Скрипник Іван Павлович, 1939—1943
- Прикладовський Петро Феофанович, 1943
- Мексин Віктор Ісакович, 1944—1949
- Безотосний Андрій Олексійович, 1949—1969
- Яковлєв Степан Григорович, 1969—1976
- Сердюкова Таїсія Сергіївна, 1976—1996
- Занятов Олексій Сергійович, 1943—1945
- Каплан Ілля Абрамович, 1945—1951
- Шкляр Олександр Венедиктович, 1951—1968
- Юрченко Ольга Федорівна, 1968—1997
- Єрмоленко Олександра Антонівна, з 1997 по 2014
- Ємельянова Олена Андріївна, з 2015

## Корпуси та кампуси
Навчання організовано в двох корпусах коледжу, загальна площа приміщень — 16181 м2, з них:
- навчальні (аудиторії, лабораторії, майстерні, 6 комп'ютерних класів із 100 сучасних комп'ютерів та швидкісним доступом до мережі Інтернет,) — 923 м2 ;
- гуртожиток на 537 місць — площею 6943 м2;
- 2 бібліотеки, з двома читальними залами — 161,6 м2;
- типовий спортивний зал — 260 м2;
- спортивний майданчик, тренажерні кімнати у гуртожитку;
- їдальня і буфет на 60 місць, площа — 130 м2;
- актова зала — 144 м2;
- Український культурний центр та музей коледжу.

## Спеціальності
Коледж готує молодших спеціалістів за фахом:
- Перукарське мистецтво та декоративна косметика;
- Економіка підприємства;
- Бухгалтерський облік;
- Прикладна екологія;
- Обслуговування та ремонт обладнання підприємств текстильної та легкої промисловості;
- Опоряджувальне виробництво;
- Прядильне виробництво;
- Виробництво тканин і трикотажу
- Швейне виробництво;
- Моделювання та конструювання виробів народного вжитку.
- Дизайн

## Відомі випускники
- Еверт Валентина Олександрівна (* 1946) — українська радянська метальниця списа, майстер спорту СРСР міжнародного класу.
- Андре Тан
- Шутенко Леонід Миколайович
- Мулерман Вадим Йосипович
- Руденко Андрій Іванович
- Тридід Олександр Миколайович
- Бондаренко А. М. — почесний консул Словенії у м. Харкові.

## Нагороди та репутація
Почесна грамота Ради директорів вищих навчальних закладів за активну участь у виставці методичних розробок та технічної творчості.
Подяка Міністерства освіти та науки України за участь у виставці творчих робіт викладачів та співробітників вищих навчальних закладів Харківщини.
Диплом Міністерства освіти та науки України, спілки дизайнерів України, Харківської державної академії дизайну і мистецтв за участь у конкурсі дизайнерських шкіл України «Дизайн — Освіта» 2003, 2005, 2007, 2009, 2011.
Дипломант відкритого Чемпіонату з перукарського мистецтва, нейл–дизайну та декоративної косметики на Кубок дружби у м. Санкт-Петербург (Росія).
Дипломант щорічних обласних фестивалів учнівських та студентських театрів мод «Весна. Мода. Краса».
Дипломант щорічних міжнародних виставок «Освіта Слобожанщини».